# Ferdinando Baldelli
Ferdinando Baldelli (* 26. September 1886 in Pergola; † 20. September 1963 in Rom) war ein italienischer römisch-katholischer Geistlicher. Er war Titularbischof von Aperlae.
Die Weihe zum Priester empfing er am 26. Juli 1909.
Von 1944 bis 1959 war er Präsident der Pontificia Commissione di Assistenza und von 1951 bis 1962 der erste Präsident des internationalen Caritasverbandes.
Am 25. Oktober 1959 ernannte Papst Johannes XXIII. ihn zum Titularbischof von Aperlae.